# Svrčinovec
Svrčinovec é um município da Eslováquia, situado no distrito de Čadca, na região de Žilina. Tem 15,74 km² de área e sua população em 2018 foi estimada em 3.505 habitantes.

## Demografia
| Ano:        | 1994 | 2004    | 2014   | 2024   |
| ----------- | ---- | ------- | ------ | ------ |
| Broj ljudi: | 3138 | 3467    | 3560   | 3305   |
| Razlika:    |      | +10,48% | +2,68% | -7,16% |

| Ano:               | 2023 | 2024   |
| ------------------ | ---- | ------ |
| Número de pessoas: | 3339 | 3305   |
| Diferença:         |      | -1,01% |